# Nothomiza achromaria
Nothomiza achromaria är en fjärilsart som beskrevs av Achille Guenée 1858. Nothomiza achromaria ingår i släktet Nothomiza och familjen mätare. Inga underarter finns listade i Catalogue of Life.